# Circo Price
El Circo Price va ser un circ fundat en 1853 pel écuyer irlandès Thomas Price, i instal·lat al passeig de Recoletos de la ciutat de Madrid i traslladat en 1880 a la plaça del Rey, ocupant el solar en el qual havien estat el Circo Olímpico i després el Teatro del Circo. L'antic Teatre-Circ de Price va ser demolit en 1970. El març de 2007, l'Ajuntament de Madrid li va donar aquest nom al nou centre cultural de la ronda d'Atocha, que inclou un circ estable

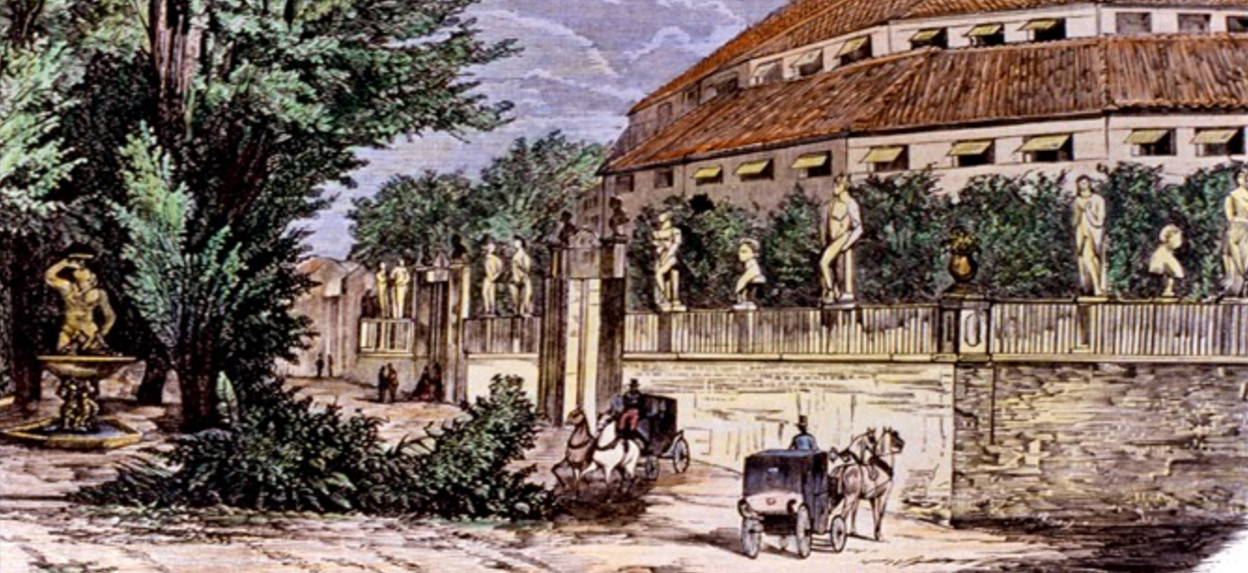
El Circ Hípic de Thomas Price, fundador en 1853 i primer propietari del Circ Price, en un gravat de la seva primera instal·lació al barracó del passeig de Recoletos.

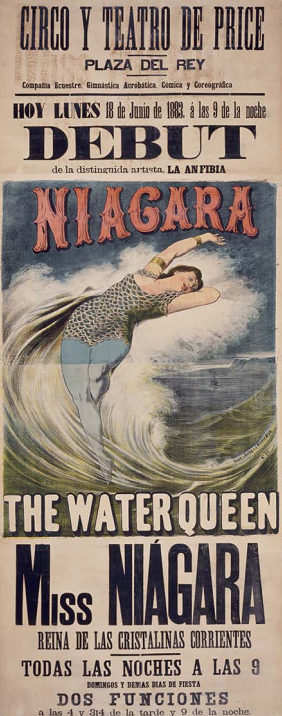
Cartell del debut de la «distingida artista l'amfíbia Miss Niágara».

## Història
Thomas Price pertanyia a una família anglesa (segons alguns biògrafs, irlandesa) amb gran tradició circense. Price va arribar a Espanya cap a 1847 (altres fonts donen 1857), i va instal·lar la seva quadra d'acròbates a cavall al madrileny passeig de Recoletos, fins que es va traslladar al nou local de la plaça del Rey, al mateix solar que, des de 1834, havia ocupat el Circo Olímpico de Paul Laribeau i, després, ja dirigit per Price, el Teatro del Circo, destruït per un incendi en 1876.
Després d'un accident en una gira, Price va morir en 1877, fent-se càrrec del nou local altre cavallista, William Parish, casat amb Matilde de Fassi, fillola de Thomas Price. El Price es va convertir durant un temps en Circ Parish, fins que va recuperar el seu antic nom a principi del segle xx. Quan William Parish va morir en 1926, li va succeir en el negoci el seu fill Leonard que poc després es va fusionar amb el Circ Americà.
Els anys compresos entre Primera i Segona Guerra Mundial van ser l'època de major esplendor del Circ Price. Després va gaudir d'una segona etapa de glòria en la dècada de 1960.

### Les matinals del Price
El 18 de novembre de 1962 es van iniciar les que arribaria a ser populars Matinales del Price, a iniciativa de Pepe Nieto (bateria del grup Los Pekenikes) i el seu germà, el periodista Miguel Ángel Nieto. Es tractava de sessions de música pop (en aquell moment incipient a Espanya), celebrades els matins dels diumenges, amb gran acceptació per part dels joves del moment. Van actuar artistes com Mike Ríos, Micky y Los Tonys, Albert Hammond o Los Diablos Negros. Després de 29 sessions, van ser clausurades després d'una campanya en contra seva per part del Diari Pueblo. Després d'això, el Price va iniciar un lent declivi —comú al moviment circense en general en aquells anys—, fins que va ser clausurat, venut i derrocat en 1970.
Entre les més famoses estrelles del Price, va estar la trapezista Pinito del Oro, coneguda internacionalment per les seves intervencions en els rodatges de pel·lícules com El fabulós món del circ, dirigida per Henry Hathaway i rodada en 1964. En aquest moment el circ estava dirigit per l'il·lusionista Pablo Vega de la Iglesia, més conegut com a «Marcel», casat amb la trapezista «Alda».

## El Price del segle XXI
En 2007, l'Ajuntament de Madrid va recuperar el Teatro Circo Price, com a circ estable de la ciutat, sota la gerència de Tato Cabal i la coordinació artística de Joan Montanyés en un nou edifici situat en la Ronda d'Atocha. La inauguració es va realitzar amb l'espectacle Charivari, posat en escena per Joseph Bouglione, director del Cirque d'hiver de París (França), a més de les actuacions de Manuel Álvarez (premi Nacional de Circ en 2004), Suso Clown (premi Nacional de Circ en 2003) i la companyia brasilera Neves (premi especial del Jurat del Festival de Massi en 2006), que es presentava a Espanya per primera vegada. Des de 2009 fins a la seva defunció en 2013, Pere Pinyol va ser el responsable de la direcció artística del Price.

### El nou edifici[calcitació]
El conjunt cultural que acull el nou Price està format per diverses peces polièdriques, com prismes de base rectangular, circular i trapezoidal; encaixades en seqüència que conformen sis edificis, envoltats d'espais a l'aire lliure, amb entrades per la Ronda d'Atocha i el carrer de Juan Sebastián Elcano.
En el centre del complex està situada una sala de circ circular adaptable per a teatre, amb una pista que el seu diàmetre pot passar dels 13 als 21 metres, amb un escenari d'estil italià, plataformes elevables per a fossat, escena i orquestra. L'edifici combina elements originals del passat industrial de l'edifici d'estil neomudèjar amb estructures modernes, com la coberta de tambor que és un mur circular de cristall. Aquesta gran sala actua com a eix de les diferents estades del complex.
Les instal·lacions tenen capacitat per a 2000 espectadors i la possibilitat d'acollir diferents activitats, com a tallers i exposicions que plasmin la diversitat en l'evolució de l'art.